# Katastrofa v Sevesu
Katastrofa v Sevesu je industrijska nesreča, ki se je zgodila 10. julija 1976 okoli 00:37 ure v kemičnem obratu približno 15 km severno od Milana v Lombardiji v Italiji. Povzročila je najvišjo znano izpostavljenost 2,3,7,8-tetraklorodibenzo-p-dioksinu (TCDD) na tem območju, ki je privedla do številnih znanstvenih študij in standardiziranih industrijskih varnostnih predpisov. Predpisi EU o industriski varnosti so znani kot direktive Seveso II.

## Lokacija
Seveso nesreča je tako imenovana zaradi kraja Seveso s 17.000 prebivalci. Leta 1976 je bila skupnost najbolj prizadeta. Druge prizadete sosednje občine so bile Meda (19.000), Desio (33.000), Cesano Maderno (34.000) ter v manjšem obsegu Barlassina (6.000) in Bovisio-Masciago (11.000). Industrijski obrat, ki se nahaja v Medi, je bil v lasti družbe ICMESA (Industrie Chimiche Meda Società Azionaria). Tovarna je bila zgrajena mnogo let prej. Lokalno prebivalstvo je ni zaznalo kot potencialen vir nevarnosti.

## Kemijska nesreča - potek
Nesreča se je zgodila v kemični tovarni stavbe B. Kemijsko spojino 2,4,5-triklorofenol so proizvajali iz 1,2,4,5-tetraklorobenzena z nukleofilno aromatsko substitucijsko reakcijo z natrijevim hidroksidom. Triklorofenol je bil namenjen kot intermediat za heksaklorofen, čeprav se lahko uporablja tudi kot intermediat za herbicid 2,4,5-T (2,4,5-triklorofenoksiocetno kislino). Običajno je bil tlak izpušne pare 12 barov, temperatura pa 190 oC. To je povzročilo pri reakcijski mešanici temperaturo 158 oC (zelo blizu njenega vrelišča 160 oC). Varnostni testi so pokazali nastop eksotermične stranske reakcije, če bi reakcijska zmes dosegla temperaturo 230 oC. Upravljalcem naprav, ki so bili odgovorni za reaktor, pa merjenje temperature pare ni bilo na voljo. Nesreča s sproščanjem kemikalij se je zgodila, ko je bil serijski postopek prekinjen pred zaključkom zadnjega koraka – odstranitvijo etilenglikola iz reakcijske zmesi z destilacijo, zaradi skladnosti z italijansko zakonodajo, ki zahteva zaustavitev tovarniških dejavnosti čez vikend. Ker se poraba električne energije v tovarni zmanjša, povzroči dramatičen padec obremenitve na turbine in posledično povečanje temperature izpušnih par do okoli 300 oC. Tako vroča para nadaljuje segrevanje dela kovinske stene reaktorja nad gladino tekočine v njem do iste temperature. Ker operaterji reaktorja niso vedeli za prisotnost tega dodatnega segrevanja, so ustavili serijo kot običajno – z izolacijo pare in izklopom mešala v reaktorski posodi. Nenormalno vroče zgornje območje reaktorskega plašča je nato segrelo sosednjo reakcijsko zmes. Ker mešalo ni delovalo, je bilo segrevanje visoko lokalizirano, omejeno samo na del zgornje plasti sosednje stene reaktorja, in dvigalo lokalno temperaturo na kritično temperaturo za eksotermno stransko reakcijo. Pri testiranju se je kritična temperatura dejansko izkazala za samo 180 oC, 50 oC manj, kot so mislili. Sedem ur kasneje, ko je temperatura dosegla 230 oC, je začel počasen pobegel razkroj sproščati več toplote in tako voditi do nastopa hitrega pobega reakcije. Varnostni ventil reaktorja se je tako odprl, kar je privedlo do izpusta 6 ton kemikalij v zrak, ki so se porazdelile na preko 18 km2 okolice. Med sproščenimi snovmi je bilo 1 kg 2,3,7,8-tetraklordibenzidioksina (TCDD). Pri normalni reakcijski temperaturi je TCDD običajno viden le v sledeh manj kot 1 ppm (delcev na milijon). V pogojih višje temperature povezane s pobegom reakcije je proizvodnja TCDD očitno dosegla 100 ppm ali več.

## Prizadeta območja
Prizadeto območje je bilo razdeljeno v cone A, B in R v padajočem vrstnem redu glede na kontaminiranost površine tal s TCDD. Cona A je bila 
nadalje razdeljena na 7 podcon. Lokalnemu prebivalstvu je bilo svetovano, naj se ne dotikajo ali jedo lokalno pridelano sadje in zelenjavo.
- Cona A s koncentracijo tal s TCDD > 50 mikrogramov na kvadratni meter (µg/m²) je imela 736 prebivalcev.
- Cona B s koncentracijo tal s TCDD med 5 in 50 mikrogramov na kvadratni meter (µg/m²) je imela okoli 4.700 prebivalcev.
- Cona R s koncentracijo tal s TCDD < 5 mikrogramov na kvadratni meter (µg/m²) je imela 31.800 prebivalcev.

V nekaj dneh je bilo najdenih skupaj 3.300 mrtvih živali, večinoma perutnine in zajcev. Do konca avgusta je bila cona A popolnoma izpraznjena in ograjena. Pregledanih je bilo 1.600 ljudi vseh starosti. Pri 447 je bilo ugotovljeno, da trpijo zaradi kožne bolezni (kloroaken). Za nosečnice je bil ustanovljen svetovalni center. Zaradi tveganja prirojenih napak se je 26 nosečnic po posvetovanju odločilo za splav. Herwig von Zwehl (tehnični direktor ICMESA) in Paolo Paoletti (direktor proizvodnje v ICMESA) sta bila aretirana. Ustanovljeni sta bili dve vladni komisiji z namenom, da pripravita načrt za karanteno in dekontaminacijo območja, za katerega je italijanska vlada dodelila 40 milijard lir (47,8 milijona dolarjev).

## Čistilna operacija
V januarju 1977 je bil dokončan akcijski načrt, sestavljen iz znanstvene analize, gospodarske pomoči, spremljanja zdravstvenega stanja in sanacije/dekontaminacije. Kmalu po tem je ICMESA pričela plačevati prve odškodnine obolelim. Spomladi se je začela dekontaminacijska operacija, v juniju pa se je začel sistem epideminološkega spremljanja zdravja za 220.000 ljudi. V septembru je bil ustanovljen mednarodni organizacijski odbor  z »uglednimi strokovnjaki iz vsega sveta«, da ocenijo zbrane znanstvene podatke. V februarju 1984 je Mednarodni organizacijski odbor izdal svoje končno poročilo, ki navaja, da z izjemo kloroaken TCDD ne moremo pripisati drugih znakov bolezni. V juniju 1978 je italijanska vlada povišala svoje posojilo s 40 milijard na 115 milijard lir. Do konca leta je bila večina posameznih odškodninskih zahtevkov poravnanih izvensodno. Paolo Paoletti – direktor proizvodnje v ICMESA – je bil 2. februarja 1980 ustreljen. Ustrelil ga je član italijanske radikalne levičarske teroristične organizacije Prima Linea. Predstavniki dežele Lombardije/Italijanske Republike in Givaudan/ICMESA so v prisotnosti italijanskega predsednika vlade Arnalda Forlanija, 19. decembra 1980, podpisali sporazum o odškodnini. Skupni znesek naj bi dosegel 20 milijard lir.

## Kazensko sodišče
V septembru 1983 je kazensko sodišče v Monzi obsodilo pet nekdanjih zaposlenih v ICMESA na zaporne kazni v razponu od 2,5 do 5 let. Vsi so se pritožili. V maju 1985 je pritožbeno sodišče v Milanu razglasilo tri od petih obtoženih za nedolžne. 23. maja 1986 je vrhovno sodišče v Rimu potrdilo sodbo zoper preostalih dveh obtožencev, čeprav je tožilec zahteval njuno oprostilno sodbo.